# Estlands historie
Estlands historie startede i 10.000 f.Kr. hvor man har fundet det første tegn på bosættelse, nemlig Kundakulturen, hvor man fandt stenaldermidler i Pulli nær Pärnu. De blev først beskrevet af den romerske historiker Tacitus omkring Jesu' fødsel. Siden har stammerne i landet handlet med svenske vikinger indtil det i 1219 blev overtaget af den danske konge Valdemar Sejr. I middelalderen var den nordlige del dansk, mens den sydlige del var en del af den Tyske Ordensstat. Ved 1600-tallet var det en del af Polen-Litauen, men efter kun halvtreds år blev det svensk, hvilket det var indtil 1700-tallet hvor det så blev en del af det Russiske Kejserrige. Den 12. april 1917 blev det uafhængigt, men allerede i 1940 blev det en del af Sovjetunionen. Den 20. august 1991 blev det så igen uafhængigt som Republikken Estland.

## Forhistorie

### Ældre Stenalder (10.000 f.Kr.-4.000 f.Kr.)
I 10.000 f.Kr. fandt man det første tegn på bosættelse i Estland. Disse første stammer bosatte sig i Estland omkring afslutningnen på Weichsel-istiden. Af disse folk var det stammer af Kundakulturen som slog sig ned lige netop i Estland. De levede i Estland gennem den ældre stenalder hvor de lavede ting som redskaber flint, sten og træ. Kundakulturen er opkaldt efter den estiske by Kunda, nær Pärnu, hvor kundastammer har opholdt sig i området.

### Yngre stenalder (3.500 f.Kr.-1.500 f.Kr.)
500 år efter Kundakulturen kom finsk-ugriske folk fra øst, nok Uralbjergene og bosatte sig i Estland, Finland og Ungarn. Det estiske folk har aner fra netop disse folk, da de finsk-ugriske folk aldrig forlod Estland igen og derfor regnes de som en af Europas ældste folk, da de nu har været i Estland i godt og vel 5.000 år. De finsk-ugriske folk blandede sig med Kundakulturen hvilket derfor også er skyld i, at mange estere også har aner fra Kundakulturen.
De finsk-ugriske stammer blev hver især styret af en fælles høvding og stammerne bestod af både mænd, kvinder og børn. De levede af at jage rensdyr og fiske. Omkring år 100 bliver disse folk beskrevet af den romerske historiker Tacitus, men de bliver dog kun nævnt som en del af alle de nordiske folkeslag i hvad romerne troede var Germanien. Langs Estlands strande findes i dag arkæologiske fund der inkluderer keramik lavet af Narvakulturen, som var en gren af de finsk-ugriske folk. Disse keramikværker var ting som skåle og vaser lavet af ting som ler, som derefter var støbt sammen med planter og skaller.
Den kamkeramiske kultur bosatte sig omkring Estland. Fra dem har man fundet arkæologisk vigtige fund fra deres krigskultur, hvor man blandt andet har fundet stenøkser. Beviser er blevet lagt at de i Estland jagtede efter dyr som vildsvin. Ved hjælp af andre besynderlige fund har man også fundet ud af at den kamkeramiske kultur begravede deres døde med knæene mod deres bryst.

### Bronzealder (1.500 f.Kr.-500 f.Kr.)
I bronzealderen opstod de første bebyggelser rundt omkring på de estiske øer, hvor de fleste opstod på Saaremaa og Iru. Det var på disse øer, at de fortificerede bebyggelser Asva og Ridala blev konstrueret. Disse flækker blev bygget af finnerkulturen og balterkulturen, som begge var grene af de finsk-ugriske folk og som var begyndt at bekrige hinanden. Skibe begyndte nu at blive bygget, begravelsesritualer blev ændret, hvilket er begyndelsen på en forandring fra den germanske kultur. I denne periode blev øen Saaremaa også ramt af en meteor.
I denne tid besøgte den græske udforsker Pytheas fra Massalia de nordiske områder hvor han senere fortæller om den mystiske ø Thule. Denne ø kan muligvis være den estiske ø Saaremaa, hvor han blandt andet beskriver den som "en ø, omdækket af et ishav".

### Jernalder (500 f.Kr-500 e.Kr.)
Jern er blev i Estland brugt fra omkring 500 f.Kr. til at bygge større civilisationer og borge, og ikke mindst til også at lave våben. Det ældste jern i Estland er blevet importeret fra andre steder fra, men omkring år 0 begyndte de estiske stammer selv at producerer jern. Store fund af sten med indgraveringer er også fundet i denne periode, nok som en slags hyldest til frugtbarhed. Ved slutningen af jernalderen, som nu var romersk jernalder, havde der sket meget i Estland vedrørende kultur, krigsførelse og andet. Romerriget havde en lille indflydelse på Estland, hvor blandt andet den romerske historiker Tacitus kom der op. Han navngav stammerne deroppe aestii hvilket er grundlaget på Estlands navn. Der er også fundet få arkæologiske fund fra romerne som inkluderer smykker og andet lignede, hvilket nok i betydningen betyder, at Tacitus ikke havde været den eneste romer i Estland. I denne periode brugte esterne også meget naturlige omgivelser som beskyttelse.

## Middelalderen

### Vikingetid (700-1100)
Da Vikingetiden startede havde de estiske stammer groet sig ind i små samfund og lavet traditionelle, små landsbyer rundt omkring, som stadig er beboet i dag. Der var blevet oprettet uofficielle regioner i Estland, som enten kunne være en kihelkond eller en maakond. I kihelkonderne var der mange små byer og mindst et fort og så blev en kihelkond styret af "den ældste". Maakonderne mindede også meget om kihelkonderne. Disse regioner var også skyld i, at Estland blev ved med ikke at være en del af en nation indtil 1219 da Valdemar Sejr sejrede i Slaget ved Lyndanisse.
Svenske vikinger sejlede til Estland ved Vikingetidens begyndelse i 800-tallet, men de var ikke interesserede i at koloniserer landet, da de sejlede videre den af russiske floder til det Byzantinske Rige og Konstantinopel. Men undervejs grundlagde de svenske vikinger op til flere byer i det nuværende Rusland, som senere formerede sig til nationer, som hver især prøvede at overtage Estland, men alle uden held. De estiske folk var i Vikingetiden meget glade for at handle med vikinger og handlede tit med svenske søfarerne.

### Korstogene (1150-1219)
Ved Vikingetidens slutning begyndte korstog at blive udbredt blandt europæiske nationer, hvor Estland og resten af Baltikum blev et af de sidste steder i Europa til at blive kristnet. Det startede med, at Pave Celestin 3. udråbte korstog mod de baltiske stammer. Danmark, Sverige og Den Liviske Orden stod først og fremmest for korstogene, men i 1202 grundlagde den tyske biskop Albert Sværdbroderordenen, som også hjalp til med korstogene i Baltikum.
Litauen og Letland blev hurtigt overtaget, men Estland var en meget sværere nød at knække, men i 1217 vandt Den Liviske Orden og Sværdbroderordenen en samlet sejr, hvor den estiske høvding Lembitu også blev dræbt. I 1219 vandt Valdemar Sejr så et slag mod esterne, hvor Dannebrog efter sigende også dalede ned fra himlen, og samtidig grundlagde byen Reval, som senere skiftede navn til Tallinn og blev Estlands hovedstad. I 1227 var hele Estland blevet overtaget.

### Koloniseret Estland (1220-1550)

#### Dansk Estland (1219-1346)
Efter Valdemar Sejrs vundne kamp ved Slaget ved Lyndanisse blev den nordlige del af Estland dansk og fik navnet Hertugdømmet Estland eller Dansk Estland. Delstatshovedstaden var Reval, som ligger ved Tallinn. I kraft af Stensby-aftalen, som blev indgået den 7. juni 1238 i Stensby havde Danmark sikret sig fred med Den Liviske Orden, som havde fået anerkendt overherredømmet over de sydlige dele af Estland. Danmark havde i Estland forsøgt på at besætte den russiske republik Novgorod, men det mislykkede, men Danmark opretholdt magten over Estland. Efter Kong Christoffer 2.'s død i 1332 blev der politisk uro i Danmark, som endte med en folkeopstand i 1343 på Sankt Jørgens Nat i Estland, hvilket resulterede i, at Den Tyske Ordensstat overtog Hertugdømmet Estland i 1346 for at skabe fred.

#### Den Liviske Orden (1237-1562)
Den Liviske Orden var en stat, der fungerede som selvstændig nation i Estland og Baltikum fra indførelsen af kristendommen i Estland og frem til Reformationen. De regerede i Estland sammen med Danmark, men efter et folkeoprør i det danske Hertugdømmet Estland overtog Den Liviske Orden det og regerede derefter over hele Estland. I 1562 blev den opløst og Estland gik derefter over til Polen-Litauen, Danmark og Sverige. Det var under Den Liviske Orden, at Den Sorte Død nåede Estland i ca. 1353.

## Fra Reformationen til Den Industrielle Revolution

### Reformationen (1520-1550)
I begyndelsen af 1500-tallet startede den tyske teolog Martin Luther Reformationen, en protest mod den Katolske Kirke og Paven, som misbrugte Guds magt ifølge hans mening. Der blev i perioden 1520-1550 oprettet lutheranske og protestantiske kirker rundt omkring i Estland, men den førhen katolske Ordenstat blev nu svækket af den nye indførelse, da nyt sprog, ny kultur og ny styremåde blev indført i Estland. I denne periode blev den første bog også trykt i Estland.

### Den Livlandske Krig (1550-1600)
Den livlandske krig udsprang for Estlands vedkommende i 1558 da det Russiske Kejserrige gjorde en ende på Den Liviske Orden ved at overtage deres nordlige områder af Estland, mens en nyudsprunget Polen-Litauen tog den sydlige del af Estland og Letland, mens Danmark stadig holdt nogle få estiske områder, her i blandt Saaremaa, som danskerne havde navngivet Øsel. Sverige følte sig nu truet af de russiske styrker i Estland og under Erik 14. af Sverige indtog de Reval og startede den Livlandske krig. Men de russiske zar Ivan den Grusomme gav ikke op og hærgede i nogle ti år Estland, indtil svenskerne til sidst vandt ved Narva i 1781. Efterfølgende måtte Polen-Litauen og trække sig ud af Estland og Danmark måtte også senere afstå Saaremaa ved Freden ved Brömsebro i 1645.
Den Livlandske krig havde forårsaget et kæmpe antal ødelæggelser og liv, hvor en tredjedel af befolkningen var dræbt, en fjerdedel af alle landbrug var blevet smittet med sygdomme og alle borge i hele Estland var blevet ødelagt, undtagen borgene i Reval. Selv Viljandiborgen, som var blevet beskrevet som en af Europas mægtigste, var blevet ødelagt.

### Svensk Estland (1583-1721)
Efter den Livlandske krig var Estland blevet en fattig region af Kongeriget Sverige under deres stormagtstid kaldet Svensk Estland med delstatshovedstad i Reval, som også samtidig var den største by i Svensk Estland. Ødelæggelserne af krigen blev aldrig helt helet under den svenske periode, men svenske konger gjorde levevilkår i Estland meget bedre. For eksempel havde en godsejer ikke længere fri domsret over bønderne inden for hans område og Karl 11. prøvede også at ophæve livegenskab, hvilket han havde fundet succesfuldt i Letland. I 1632 fik Estland sit første universitet, som blev lagt i Tartu og som blev skænket af Gustav 2. Adolf.
I 1700 blev der dannet en nordisk alliance mellem Danmark, Polen-Litauen og Rusland, som ikke fandt sig i Sveriges overlegenhed i Østersøen. Dette endte med nogle blodige slag, hvor det Russiske Kejserrige endte med at få kontrol over Estland og Baltikum i 1721. Estlands befolkning var allerede svækket efter den Livlandske krig, og efter den nyligt overståede Store Nordiske Krig er det beregnet, at kun ca. 100.000 estere overlevede.

### Russisk Estland (1721-1917)
Efter Den Store Nordiske Krig blev Estland i 1721 en del af Det Russiske Kejserrige, men i denne periode fungerede landet på en måde som en selvstændig nation, men det var stadig den russiske zar, der var konge i "landet". Desuden fik unge mænd i Estland også mulighed for at gøre tjeneste i hæren. Den lange fred fra 1721 hjalp bønderne og borgerne med at genoprette skaderne fra krigene, men for mange bønder blev det russiske styre en kæmpe katastrofe for dem, da godsejerne fik genoprettet den frihed til at gøre med bønderne som de ville, som de fik frataget sig under det svenske styre. Dette endte i flere bondeoprør, hvor et af de største skete i 1782. Bøndernes dårlige vilkår fortsatte under russisk styre i årene 1850'erne hvor bønderne ikke engang måtte købe deres egen jord, hvilket førte til, at i slutningen af 1800-tallet ejede bønder kun to femtedele af den estiske jord.
Efter krigen blev Tartu Universitet dog genåbnet i 1802 og blev hurtigt et vigtigt center for undervisning og uddannelse i Estland med dets høje niveau. Tartu Universitet blev en vigtig del af at analfabetismen næsten var udryddet i starten af 1900-tallet, men til gengæld måtte universitetet skifte navn til Jurjev i 1893. Under 1800-tallet skiftede Estland også sprog fra tysk til russisk. Det var også under russisk styre, at Estland i 1884 fik sit flag.
Ved slutningen 1800-tallet begyndte den såkaldte russificering af Estland, hvor russisk også blev officelt sprog. Denne russificering mødte stor modstand og mange estiske partier blev dannet, hvor Jaan Tonisson blandt andet grundlagde Estlands første liberale parti i Tallinn. En revolution i 1905 truede blandt andet også Rusland med, at de estiske partier ville have mere politisk magt. Rusland benægtede dette, men nu blev det nok for Estland, der ville være deres egen nation. Den første estiske avis ved navn Perno Postimees begyndte at blive trykt i 1857. Folk begyndte at demonstrere under 1905-revolutionen, særligt arbejdere, men russerne slog hårdt ned på dem, og det menes at ca. 300 estere omkom under revolutionen. Estisk blev også udviklet og en sangfestival i 1869 hjalp med at udvikle Estlands kultur væk fra russisk kultur. Flere arbejderpartier blev dannet for at forbedre arbejdernes vilkår.

#### Oprør mod Rusland (1905-1917)
Folk havde fået nok i Estland og i januar 1905 brød et oprør ud i Estland, og bevæbnede folk gik over grænsen mod Rusland. Zar Nikolaj 2. af Rusland var træt af strejker og oprør, og han sendte tusindvis af soldater mod det estiske oprør, og ved hjælp af dem dræbte han 600 estere og sendte hundredvis til Sibirien. Redaktører for aggressive, estiske aviser og blade, som også havde oprør i sinde, og ledere for politiske partier i Estland flygtede over grænsen til lande som Finland i nord.
Ved begyndelsen af 1. verdenskrig var Rusland svækket. 100.000 estere var flygtet og 10.000 var dræbt, men estere meldte sig alligevel frivilligt, fordi de troede, at så ville zar Nikolaj 2. være nådig og gøre dem til en selvstændig nation. Selvfølgelig ville Nikolaj 2. ikke gøre det; han var presset af de udfordringer, som Kejserriget stod overfor, og som i 1917 ledte til Februarrevolutionen og Kejserrigets fald. Efter afsættelsen af Nikolaj 2. og udråbelsen af Den russiske provisoriske regering blev i april 1917 af den russiske provisoriske regering meddelte autonomi til Estland.
I februar 1918 skete der et sammenbrud i forhandlingerne mellem Det Tyske og Det Russiske Kejserrige om en afslutning af krigshandlingerne på Østfronten, hvorefter Tyskland tog skridt til at besætte Estland. Bolsjevikkerne og Den Røde Hær flygtede til Rusland, og i det opståede vakuum etablerede esterne Den estiske komite for Frelse, der den 24. februar 1918 udstedte Estlands selvstændighedserklæring.

## Moderne tider

### Estlands Første Republik (1918-1940)
Efter Estlands selvstændighedserklæring i 1918 blev den estiske, liberale politiker Otto Strandman valgt som landets første præsident den 9. maj 1919, og han ville blive den første præsident ud af otte. Men af de to var de hyppigst valgte Jaan Tõnisson og Konstantin Päts, da regeringen i landet var meget ustabil og en præsident tit ikke sad de valgte fire år som han eller hun egentlig skulle sidde. I tiden som republik blev Estland aldrig kommunistisk, selv om et kup i 1924 forsøgte.
Som marked handlede Estland typisk med skandinaviske lande, som Danmark og Norge, Storbritannien, Vesteuropa og ikke mindst Vesten, herunder USA. De handlede også lidt med Sovjetunionen. Estland handlede meget med sine nationale ressourcer.
Tiden mellem 1918 og 1939 betragtes af mange som en "guldalder" i Estlands historie, da uddannelse og læring blev meget mere almindeligt og bedre og Tartu Universitet igen blev Estlands centrum for lærdom. I denne guldalder blev der også trykt omkring 25.000 forskellige bøger, hvilket overhalede mange europæiske lande i antal bøger per indbygger. Men selvom Estland var i en guldalder frygtede mange indbyggere stadig den mægtige Sovjetunion mod øst, som kunne med lethed finde på at erobre Estland tilbage, hvis det skulle være. I 1934 gik det også helt galt i Estland, da præsidenten Konstantin Päts fik meget mere magt og startede en diktatorisk periode, der først skulle ende ved Estlands besættelse i 1940.

### Anden Verdenskrig (1940-1945)

#### Sovjetunionens besættelse (1940-1941)
Estlands skæbne var bestemt da Adolf Hitler fra Nazi-Tyskland og Josef Stalin fra Sovjetunionen i 1939 hver skrev under på en hemmelig traktat, der gav Sovjetunionen lov til at besætte Estland, selvom Estland allerede havde erklæret sig neutral. Mellem 1939 og 1940 sendte Sovjetunionen tropper, krigsskibe og fly mod Estland og besatte landet. Præsidenten Konstantin Päts blev sendt i fangelejr sammen med andre politiske og militære ledere i Estland. Den 6. august modtog Sovjetunionen en anmodning fra estiske kommunister om, at Estland måtte blive en del af USSR.
Tusindvis af estere; mænd, kvinder og børn, blev sendt til sovjetiske arbejdslejre hvor de bl.a. lavede våben og andet, som Sovjetunionen kunne bruge i den kommende krig. Det estiske folk blev under besættelsen undertrykt og i juni 1941 blev ca. 10.000 estere sendt til arbejdslejre i Sibirien.

#### Estland under aksemagterne (1941-1945)
Den 22. juni 1941 besatte og angreb nazi-tyske tropper Estland indtil Sovjetunionen flygtede fra landet. Folk betragtede i starten Nazi-Tyskland som befriere af landet, men de skulle senere fortryde det, da Nazi-Tyskland ikke kom til at give landet mere frihed end Sovjetunionen gjorde. Estland blev lagt ind under regionen Reichskommissariat Ostland, som også tilsluttede landene Letland, Litauen og noget af Hviderusland. Et Sicherheitspolizei blev indført i landet under ledelse af den estiske, militære leder Ain-Ervin Mere. Nazi-Tyskland havde svært ved at rekruttere folk til deres hær af volksgrenadiere, da glæden ved befrielse fra Sovjetunionen nu var blegnet. Mange estere flygtede til Finland og dannede en hær der på 3.400 mænd.
Tyskerne plyndrede mange af landets ressourcer til krigsbrug og andet og efterlod dermed landet lige så fattigt som under Sovjetunionens besættelse. Flere tusinde estere blev dræbt og af de 5.000 estiske jøder, der boede i landet, blev 4.500 dræbt i koncentrationslejre. Næsten alle unge, estiske mænd, der ikke flygtede til Finland, blev sendt til at arbejde og kæmpe for Nazi-Tyskland, og det anslås, at ca. 15.000 estere døde under Nazi-Tysklands besættelse.
Efter Slaget om Stalingrad, som varede fra 21. august 1942 til 2. februar 1943 begyndte det at gå dårligt for Nazi-Tyskland på Østfronten. Sovjetunionen var begyndt at overmande Nazi-Tyskland på denne side af krigen og i 1944 trak Nazi-Tyskland sig tilbage og der blev indsat en ny estisk regering. Estland øjnede nu denne mulighed for at blive et selvstændigt land, men der gik ikke lang tid før Sovjetunionen igen invaderede landet og gjorde krav på det. Efter 2. verdenskrig var befolkningstallet i Estland reduceret med en fjerdedel og over 70.000 mennesker havde flygtet til vesten.

### Estiske SSR (1945-1991)
Efter 2. verdenskrig og ved begyndelsen på Den Kolde Krig var Estland medlemsstat af Sovjetunionen under navnet Estiske Sovjetsocialistiske Republik. Den var nu under en omfattende, kommunistisk regering og styringsevne og Josef Stalin blev Estlands højeste leder, som han jo var i hele Sovjetunionen. Nu begyndte en stærk russificering igen af Estland og alle tyske indbyggere blev samtidig sendt til Sibirien som et slags had mod Nazi-Tyskland. Russificeringen betød, at Estland i perioden fra 1947 til 1952 blev landbrug skiftet ud med industri, hvilket gjorde stor skade på den estiske natur. Mange estere var vrede over den sovjetiske besættelse og kæmpede aktivt imod, men russerne var overlegne og mange hundrede estere blev også sendt til Sibirien. En kendt gruppe af frihedskæmpere kaldet Forest Brothers på 14.000 estiske mennesker flygtede fra sovjetisk deportation og flygtede ud i estiske skove, hvor de kæmpede mod sovjetiske soldater. Den sidste af gruppens medlemmer døde i 1978.
Estland var under sovjetisk styre og kommunisme i gennem 1950'erne, 60'erne og 70'erne, men ved slutningen af 1980'erne begyndte selvstændighedsbevægelsen at gry, da Sovjetunionen kom i økonomiske problemer. Mange estere begyndte at protestere og demonstrere, hvor en sangfestival i Tallinn var blevet en af de helt store kilder til demonstration. I 1989 lavede to millioner baltere en lang menneskekæde der bandt de baltiske hovedstæder sammen som endnu en form for protest mod det sovjetiske styre. I 1991 lykkedes det Estland at få sin selvstændighed fra Mikhail Gorbatjov.

### Republikken Estland
Den 20. august 1991 fik Estland sin selvstændighed fra Sovjetunionen og den 22. juni stemte Estlands befolkning om deres præsident, som endte med at blive Lennart Meri. Estland har siden da været økonomisk stabil og er blevet medlem af EU og FN.